# Virgílio Galassi
Virgílio Galassi (São Paulo, 7 de agosto de 1923 — Uberlândia, 03 de janeiro de 2008) foi um agropecuarista e político brasileiro.
Com um currículo extenso na vida pública, com quase 30 anos de atividades, Virgílio Galassi foi quatro vezes prefeito de Uberlândia, sem contar os mandatos de deputado federal constituinte e o de vereador, no início da carreira política. Foi um dos maiores entusiastas com o desenvolvimento de Uberlândia. Segundo ele, nem mesmo os maus administradores conseguiriam “segurar” o desenvolvimento do município. “A cidade sempre foi maior do que os seus políticos”, ressaltou. E ele afirmava isso com propriedade, afinal administrou Uberlândia por 18 anos.
Virgílio Galassi ajudou ainda a trazer a Escola Agrotécnica Federal, quando foi convidado pelo então ministro da Casa Civil Rondon Pacheco, durante o governo do Marechal Costa e Silva, para a diretoria do Instituto Nacional de Desenvolvimento Agrário, em Brasília, nos fins dos anos 1960. Também foi membro fundador da primeira Escola de Medicina de Uberlândia.

## Mandatos eletivos
Vereador, 1963-1966, Uberlândia, MG, UDN; prefeito, 1970-1971, ARENA; deputado federal (constituinte), 1987-1991, MG, PDS. posse: 01/02/1987; prefeito, 1988-1992,prefeito, 1997-2000, PPB.
Renúncias:
Renunciou ao mandato de deputado Federal na legislatura 1987-1991, para assumir o mandato de prefeito de Uberlândia em 15 de novembro de 1988.

## Filiações partidárias
UDN, 1962-1966; ARENA, 1966-1979; PDS, 1980.

## Assembléia Nacional Constituinte
Subcomissão da Política Agrícola e Fundiária e da Reforma Agrária, da Comissão da Ordem Econômica: Titular, 1987; Subcomissão do Poder Executivo, da Comissão da Organização dos Poderes e Sistema de Governo: Suplente, 1987.

## Condecorações
- Diploma de Benemérito do XVII Batalhão Voluntários da Pátria, Polícia Militar, Uberlândia, 1963;
- Sócio Benemérito do Sindicato Rural de Araguari, 1968;
- Título de Cidadão Capinopolense, 1968;
- Título de Cidadão Araguarino, 1969;
- Diploma de Dez Mais da Agropecuária, Setor de Desenvolvimento Agrário, BH, 1969;
- Sócio Benemérito nº 1, Sociedade Goiânia de Pecuária e Agricultura, Goiânia, 1970;
- Título de Fundador, Escola de Medicina e Cirurgia de Uberlândia, 1970;
- Título de Cidadão Pratense, 1970;
- Título de Cidadão Itumbiarense, 1970;
- Diplomas Personalidade do Ano: Agropecuarista, 1970;
- Título de Melhor Incentivador do Esporte Amador, Uberlândia, 1971;
- Diploma de Sócio Honorário da ABC e da União dos Viajantes e Representantes Comerciais do Brasil Central, 1971;
- Diploma Benemérito da Universidade de Uberlândia, 1975;
- Título de Cidadão Tupaciguarense, 1975;
- Título de Cidadão Monte-alegrense;
- Diploma de Benemérito da Escola Estadual Prof. José Ignácio de Souza, 1977;
- Prêmio Agricultura de Hoje, Bloch Ed., 1978;
- Mérito Administrativo, 1980;
- Medalha Mérito Santos Dumont, Min. Aeronáutica, Brasília, 1980;
- Medalha Alferes Tiradentes, Comando Geral da Polícia Militar de MG, BH, 1980;
- Ordem Municipal do Mérito, Medalha Augusto César, Uberlância, 1980;
- Destaque Minas Hoje como Prefeito Municipal, BH, 1980;
- Comenda da Ordem do Mérito Aeronáutico, Grau Oficial, Brasília, 1981;
- Diploma de Honra ao Mérito, VII Circunscrição do Serviço Militar, Goiânia, 1981;
- Diploma de Colaborador Emérito, XXXVI BIM, Uberlândia, 1981;
- Mérito Político, 1981 e 1982;
- Mérito Administrativo, 1982;
- Diploma do Mérito do IEF, Instituto Estadual de Florestas, BH, 1982;
- Diploma de Colaborador Emérito do Exército Brasileiro, Brasília, 1982;
- Mérito Profissional, 1983;
- Grande Amigo da Imprensa, 1983.

## Centro administrativo e prefeitura
O Centro Administrativo Virgílio Galassi em Uberlândia, inaugurado em 1993 é uma homenagem do município ao política.